# Vidaigneberg
Der Vidaigneberg ist ein 138 Meter hoher Berg in der Gemeinde Heuvelland in der Nähe von Westouter in der Provinz Westflandern, Belgien.
Zusammen mit den in unmittelbarer Nähe gelegenen Erhebungen Mont Noir, Baneberg und Rodeberg bildet er eine Hügelkette, die sich über die belgisch-französische Grenze hinweg zieht. Zwischen dem Baneberg und dem Vidaigneberg befindet sich die 1957 erbaute Sesselbahn Cordoba.

## Geographische Lage
Der Vidaigneberg ist ein Teil des Mittelsteges im Heuvelland; es umfasst auch den Watenberg, Mont de Cassel, Wouwenberg, Katsenberg, Boeschepeberg, Kokereelberg, Zwarteberg, Baneberg, Rodeberg, Sulferberg, Goeberg, Scherpeberg, Monteberg, Kemmelberg und Lettenberg. Südlich dieses Hügelkamms befindet sich das Becken der Leie, nördlich dieses Hügelkamms das Einzugsgebiet der Yser.

## Radsport
Der Vidaigneberg steht regelmäßig im Programm des Radrennens Gent–Wevelgem, womit in diesem Zusammenhang meist der Anstieg von Norden aus Richtung Westouter gemeint ist.